# دوري سان مارينو 1989–90
دوري سان مارينو 1989–90 (بالإيطالية: Campionato Dilettanti 1989-1990)‏ هو الموسم 5 من  دوري سان مارينو. أشرف على تنظيمه اتحاد سان مارينو لكرة القدم، وكان عدد الأندية المشاركة فيه  10، وفاز فيه نادي لا فيوريتا.